# پاسپارتو

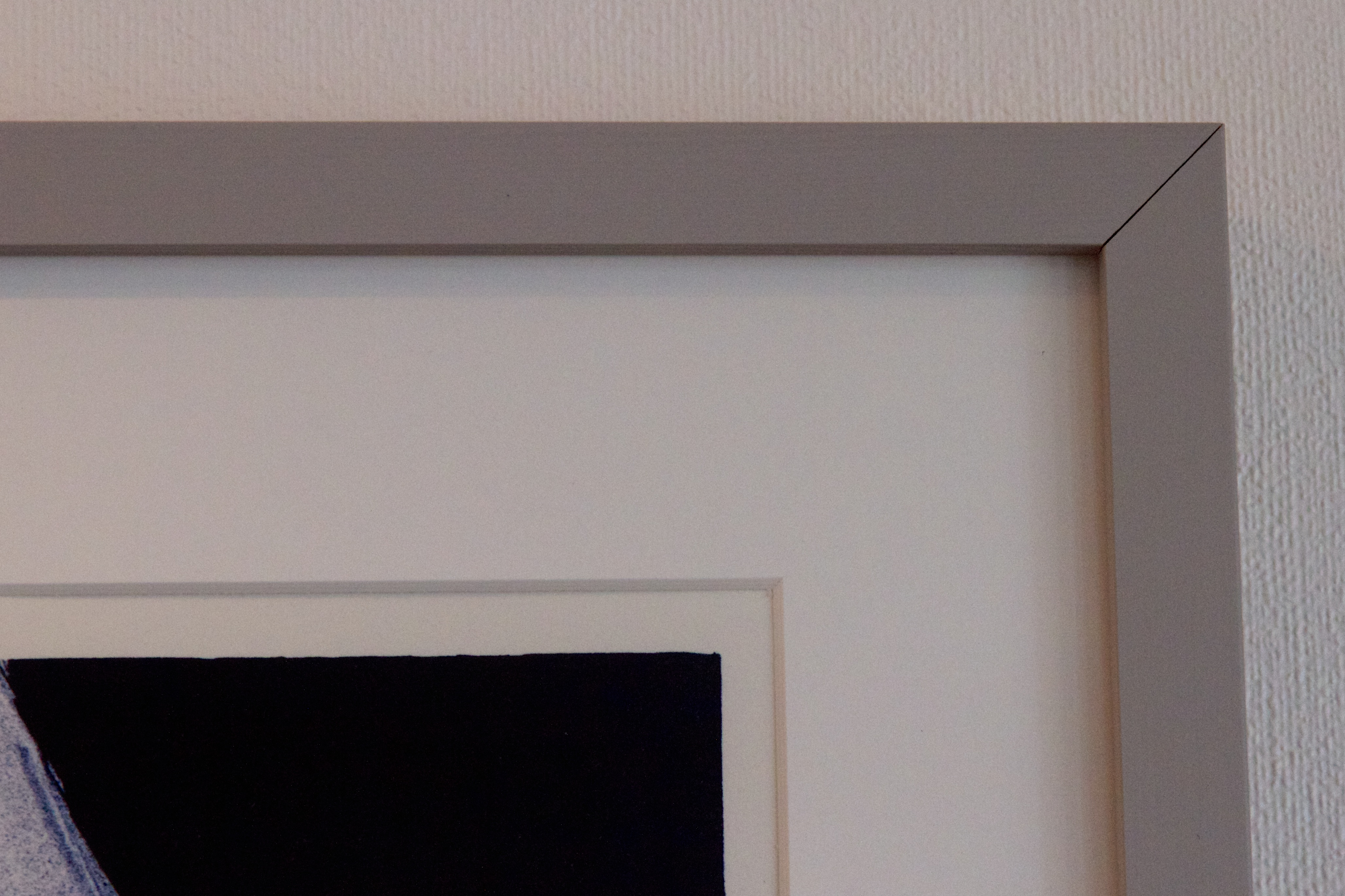
پاسپارتوی یک تصویر در قاب عکس

پاسپارتو (از Passe-Partout ،اصطلاحی فرانسوی) مقوایی است که بین تصویر، عکس یا اثر هنری و شیشه‌ی قاب قرار می گیرد و برای تاکید بیشتر بر اصل کار، جلوه بیشتر و همچنین محافظت اثر در برابر رطوبت، خم شدگی و سایر عوامل بکار می رود.